# Kanagram
Kanagram è un programma educativo di risoluzione di anagrammi incluso nel modulo kdeedu (programmi di edutainment) dell'ambiente desktop KDE; viene normalmente distribuito insieme agli altri programmi.
È un software libero distribuito con licenza GNU General Public License.
Kanagram sostituisce il software KMessedWords a partire dalla versione 3.5 di KDE. Questo gioco mischia le lettere di un vocabolo: lo scopo è quello di riconoscere la parola originaria.
I vocabolari forniti con il programma sono in inglese; è possibile ottenere vocabolari in altre lingue (tra cui l'italiano installando i moduli di lingua di KDE, o usando il sistema KGetHotNewStuff di KDE.